# Hershel Lewis
Hershel Lewis ist ein ehemaliger US-amerikanischer Basketballspieler.

## Laufbahn
Lewis spielte von 1971 bis 1973 an der Winona State University im US-Bundesstaat Minnesota. Mit 313 Korbvorlagen stand der 1,95 Meter große Flügelspieler in der ewigen Bestenliste der Hochschulmannschaft zum Zeitpunkt seines Abschieds auf dem ersten Rang, sein Rekord hatte mehr als 15 Jahre Bestand. Im Spieljahr 1973/73 wurde er als Spieler des Jahres der Northern Sun Intercollegiate Conference (NSIC) ausgezeichnet, nachdem er die NSIC in derselben Saison mit einem Punkteschnitt von 27,1 je Begegnung angeführt hatte. Im Februar 1973 erzielte er in zwei Partien innerhalb von einer Woche jeweils 38 Punkte.
Lewis, der es in die Vorauswahl der Olympiamannschaft der Vereinigten Staaten geschafft hatte, kam als Soldat der US-Streitkräfte in die Bundesrepublik Deutschland und war auf einem Stützpunkt in Heidelberg stationiert. Bei einem Turnier in Belgien wurden der USC Heidelberg auf ihn aufmerksam. Lewis nahm zunächst das Angebot einer anderen Mannschaft an, verstärkte den USC dann jedoch ab dem zwölften Spieltag der Saison 1976/77. Er gewann mit Heidelberg die Deutsche Meisterschaft sowie den DBB-Pokal. In den Pokalendspielen (Hin- und Rückspiel) gegen den TuS 04 Leverkusen war der Amerikaner mit 33 beziehungsweise 24 Punkten jeweils bester Heidelberger Korbschütze. Auch in der Bundesliga gehörte er zu den USC-Stützen: In der Bundesliga-Hauptrunde erzielte er im Schnitt 23 Punkte je Begegnung (sieben Einsätze), in der Endrunde um die Deutsche Meisterschaft 210 Punkte (21 pro Begegnung), was den ligaweit sechstbesten Wert bedeutete. Sein Heidelberger Mannschaftskamerad Reiner Frontzek (213 Punkte) lag knapp vor ihm. Es blieb Lewis’ einziges Jahr in der Bundesliga.